# 吉元玉

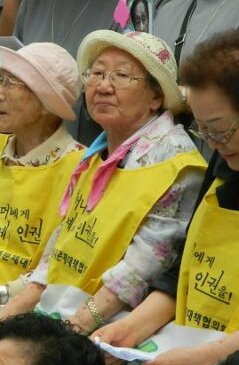
吉元玉（2011年8月）

吉 元玉（キル・ウォノク、朝鮮語: 길원옥、1928年 - 2025年2月16日）は、元従軍慰安婦と主張として、かつて韓国挺身隊問題対策協議会（挺対協）と活動していた韓国人女性。

## 経歴
日本統治下の朝鮮平安南道平壌府出身。
本人の主張は変遷しており、「11歳の時にお金を稼がせてやるとの言葉に騙されて着いていき、日本軍の慰安所に監禁され、軍人に強姦される毎日を過ごした」とも、「13歳の時に強制連行され、軍人に暴行・強姦される毎日を過ごした」とも異なる慰安婦になった経緯を述べている。
活動以前は、ご飯も毎日3食食べられず、ちょっとどこかが悪くなってと病院にもいけないという生活レベルで韓国の仁川で困窮していたが、挺対協から保護を受けたことから、1998年から慰安婦として日本に謝罪と賠償を求める活動を始める。そのため、水曜デモへの参加が他の慰安婦よりも遅い1998年からとなったが、日本キリスト教協議会によって、吉はキリスト教の教会で長老を務めていたため、参加することに躊躇していたためと理由付けが行われている。

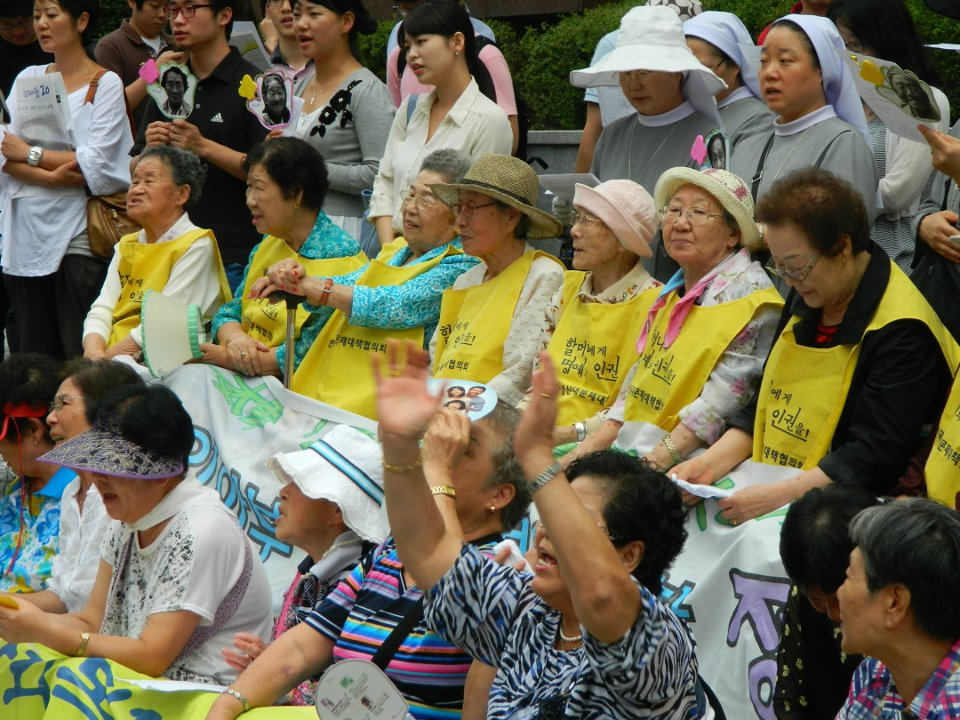
吉元玉（黄色いシャツ右から二人目）。在大韓民国日本国大使館前にて行われる慰安婦への謝罪と補償を求める水曜集会にて（2011年8月）

2010年に吉は「私が日本政府に望んでいるのは、それほど大きな事ではありません。本当に心のこもった謝罪をして欲しいのです。そして心のこもった謝罪に基づく賠償を、国家として行ってほしい」と主張している。
2012年に橋下徹の従軍慰安婦問題への発言に抗議するために支援者たちと来日。橋下に面談を求め、橋下が「どのような経緯で慰安婦になったのかを詳しく聞きたい」と応じため、「謝罪をするのでなければ会う必要はない」と面談をキャンセルした。
2016年9月、挺対協の協力で念願としていた歌手デビューを果たした。2018年に挺対協が日本軍性奴隷制問題解決のための正義記憶財団と合併し、日本軍性奴隷制問題解決のための正義記憶連帯(正義連)を旗揚げすると、同団体に移籍した。2018年9月に大阪朝鮮学校を支援するために来日し、約30万円の寄付を行った。
挺対協傘下の慰安婦として、挺対協に協力的なために優遇され、挺対協管理のソウル市麻浦区にある「平和のわが家」に住んでいたが、所長の自殺を受けて息子が自宅に引き取ることになり退去した。正義連側は、吉元玉が休養施設に残ることを希望し、息子の引き取りに抵抗したが、最終的には本人が休養施設を出たいと自ら決めた。
吉元玉をめぐっては、認知症が発症してから、政府から支給されている支援金が、正義連や正義連と関連しているメディアに不自然に送金されている事実が明らかになっているほか、2019年には「私に関連したすべてのことを整理することを挺対協の尹美香代表に任せる」という内容の動画遺言状を作成していたことも明らかになった。また、正義連に寄付したお金を返してほしいと本人が話した動画が公開され、吉の親族は裁判も検討している。
2025年2月16日に死去。享年97。